# Copa de Italia de Ciclismo 2020
La 14.ª edición de la Copa de Italia de Ciclismo de 2020 fue una serie de carreras de ciclismo en ruta que se realizó en Italia. Comenzó el 16 de febrero con el Trofeo Laigueglia y finalizó el 20 de septiembre con el Giro de los Apeninos.
Formaban parte de la clasificación todos los ciclistas profesionales del UCI WorldTeam, UCI ProTeam y Continental sin límite de nacionalidad estableciendo un sistema de puntuación en función de la posición conseguida en cada competición y a partir de ahí se crea la clasificación.
La Copa constó de 12 carreras italianas en las categorías 2.Pro, 2.1, 1.Pro y 1.1 del UCI Europe Tour, excepto las que declinan estar en esta competición.

## Sistema de puntos
En cada carrera, los primeros 20 corredores ganan puntos y el corredor con la mayor cantidad de puntos en general es considerado el ganador de la Copa de Italia. Se llevan a cabo clasificaciones separadas para los mejores jóvenes (sub-23) y el mejor equipo. La clasificación para los mejores jóvenes aplica para corredores sub-23 y aplica el mismo baremo de puntos de la clasificación individual.

### Clasificación individual
| Posición | 1   | 2  | 3  | 4  | 5  | 6  | 7  | 8  | 9  | 10 | 11 | 12 | 13 | 14 | 15 | 16 | 17 | 18 | 19 | 20 |
| Puntos   | 100 | 80 | 70 | 60 | 51 | 45 | 39 | 32 | 28 | 24 | 20 | 18 | 16 | 14 | 12 | 10 | 8  | 6  | 4  | 2  |

| Posición | 1  | 2  | 3  | 4  | 5  | 6  | 7  | 8  | 9  | 10 | 11 | 12 | 13 | 14 | 15 | 16 | 17 | 18 | 19 | 20 |
| Puntos   | 70 | 56 | 49 | 42 | 36 | 31 | 27 | 22 | 20 | 17 | 14 | 13 | 11 | 10 | 8  | 7  | 6  | 4  | 3  | 2  |

| Posición | 1  | 2  | 3  | 4  | 5  | 6  | 7  | 8  | 9  | 10 | 11 | 12 | 13 | 14 | 15 | 16 | 17 | 18 | 19 | 20 |
| Puntos   | 60 | 50 | 44 | 38 | 32 | 28 | 24 | 20 | 18 | 15 | 8  | 8  | 8  | 8  | 8  | 2  | 2  | 2  | 1  | 1  |

| Posición | 1  | 2  | 3  | 4  | 5  | 6  | 7  | 8  | 9  | 10 | 11 | 12 | 13 | 14 | 15 | 16 | 17 | 18 | 19 | 20 |
| Puntos   | 40 | 32 | 28 | 24 | 21 | 18 | 15 | 13 | 11 | 10 | 5  | 5  | 5  | 5  | 5  | 1  | 1  | 1  | 1  | 1  |

### Clasificación por equipos
| Posición | 1   | 2  | 3  | 4  | 5  | 6  | 7  | 8  | 9  | 10 |
| Puntos   | 100 | 95 | 90 | 85 | 80 | 75 | 70 | 65 | 60 | 55 |

| Posición | 1  | 2  | 3  | 4  | 5  | 6  | 7  | 8  | 9  | 10 |
| Puntos   | 80 | 76 | 72 | 68 | 64 | 60 | 56 | 52 | 48 | 44 |

| Posición | 1  | 2  | 3  | 4  | 5  | 6  | 7  | 8  | 9  | 10 |
| Puntos   | 40 | 38 | 36 | 34 | 32 | 30 | 28 | 26 | 24 | 22 |

| Posición | 1  | 2  | 3  | 4  | 5  | 6  | 7  | 8  | 9  | 10 |
| Puntos   | 20 | 19 | 18 | 17 | 16 | 15 | 14 | 13 | 12 | 11 |

## Carreras puntuables
| Clasificación |                   |                                      |                  |                     |                                      |                                       |
| Pos.          | Fecha             | Carrera                              | Ganador          | Equipo              | Líder de la clasificación individual | Líder de la clasificación por equipos |
| ------------- | ----------------- | ------------------------------------ | ---------------- | ------------------- | ------------------------------------ | ------------------------------------- |
| 1.º           | 16 de febrero     | Trofeo Laigueglia                    | Giulio Ciccone   | Selección de Italia | Giulio Ciccone                       | Androni Giocattoli-Sidermec           |
| 2.º           | 3 de agosto       | Gran Tríptico Lombardo               | Gorka Izagirre   | Astana              | Giulio Ciccone                       | Androni Giocattoli-Sidermec           |
| 3.º           | 3 de agosto       | Milán-Turín                          | Arnaud Démare    | Groupama-FDJ        | Giulio Ciccone                       | Androni Giocattoli-Sidermec           |
| 4.º           | 12 de agosto      | Giro del Piemonte                    | George Bennett   | Jumbo-Visma         | Giulio Ciccone                       | UAE Team Emirates                     |
| 5.º           | 18 de agosto      | Giro de Emilia                       | Aleksandr Vlasov | Astana              | Giulio Ciccone                       | UAE Team Emirates                     |
| 6.º           | 21 de agosto      | Campeonato de Italia en Contrarreloj | Filippo Ganna    | Ineos               | Diego Ulissi                         | UAE Team Emirates                     |
| 6.º           | 23 de agosto      | Campeonato de Italia en Ruta         | Giacomo Nizzolo  | NTT Pro Cycling     | Diego Ulissi                         | UAE Team Emirates                     |
| 7.º           | 29 de agosto      | Trofeo Matteotti                     | Valerio Conti    | UAE Team Emirates   | Diego Ulissi                         | UAE Team Emirates                     |
| 8.º           | 30 de agosto      | Memorial Marco Pantani               | Fabio Felline    | Astana              | Diego Ulissi                         | UAE Team Emirates                     |
| 9.º           | 1-4 de septiembre | Settimana Coppi e Bartali            | Jhonatan Narváez | Ineos               | Diego Ulissi                         | UAE Team Emirates                     |
| 10.º          | 16 de septiembre  | Giro de Toscana                      | Fernando Gaviria | UAE Team Emirates   | Diego Ulissi                         | UAE Team Emirates                     |
| 11.º          | 17 de septiembre  | Coppa Sabatini                       | Dion Smith       | Mitchelton-Scott    | Diego Ulissi                         | UAE Team Emirates                     |
| 12.º          | 20 de septiembre  | Giro de los Apeninos                 | Ethan Hayter     | Ineos               | Diego Ulissi                         | UAE Team Emirates                     |

## Clasificaciones finales

### Individual
| Clasificación |                |                       |        |
| Posición      | Ciclista       | Equipo                | Puntos |
| ------------- | -------------- | --------------------- | ------ |
| 1.º           | Diego Ulissi   | UAE Team Emirates     | 191    |
| 2.º           | Andrea Bagioli | Deceuninck-Quick Step | 128    |
| 3.º           | Jacopo Mosca   | Trek-Segafredo        | 125    |

### Jóvenes
| Clasificación |                |                       |        |
| Posición      | Ciclista       | Equipo                | Puntos |
| ------------- | -------------- | --------------------- | ------ |
| 1.º           | Andrea Bagioli | Deceuninck-Quick Step | 128    |
| 2.º           | Nicola Conci   | Trek-Segafredo        | 78     |
| 3.º           | Simone Velasco | Gazprom-RusVelo       | 70     |

### Equipos
| Clasificación |                             |        |
| Posición      | Equipo                      | Puntos |
| ------------- | --------------------------- | ------ |
| 1.º           | UAE Team Emirates           | 482    |
| 2.º           | Androni Giocattoli-Sidermec | 304    |
| 3.º           | Vini Zabù-KTM               | 235    |